# دانيال فويتشيتش
دانيال فويتشيتش (بالسلوفينية: Daniel Vujčić)‏ هو لاعب كرة قدم سلوفيني في مركز الوسط، ولد في 12 أبريل 1995 في سلوفينيا. لعب مع تريغلاف كران ‏.

## وصلات خارجية
- دانيال فويتشيتش على موقع قاعدة بيانات كرة القدم.إي يو (الإنجليزية)
- دانيال فويتشيتش على موقع عالم كرة القدم.نت (الإنجليزية)